# 錫爾伯峰
錫爾伯峰（德語：Silberhorn）是瑞士伯恩州的山峰，位於該國西部，屬於伯尔尼山的一部分，海拔高度3,695米，人類在1863年首次登上該山峰。

## 文化影響
《魔戒》作者J·R·R·托爾金於1911年同一批親友至瑞士旅行時，錫爾伯峰給托爾金留下了十分深刻的印象:45。而後錫爾伯峰成為《魔戒》中凱勒布迪爾峰的靈感來源。

## 外部連結
- Silberhorn on Hikr （页面存档备份，存于）

46°32′32″N 7°56′56″E / 46.54222°N 7.94889°E